# Gestión integral sostenible de abastecimientos de agua para consumo humano
Gestión integral sostenible de abastecimientos de agua para consumo humano, es el conjunto metodológico de acciones y normas que conducen a un adecuado manejo técnico, administrativo y legal de los abastecimientos, sentado en la filosofía del desarrollo antropocéntrico, sin agotar la base de los recursos y buscando siempre una tasa de ingresos del proyecto tal que le permita asimismo mantenerse -o mejor crecer- en el tiempo, con base en la gobernanza efectiva de los ejes social, económico y ambiental que lo afectan.
Diagnóstico de abastecimientos de agua, calificación cuali-cuantitativa que permite conocer el estado de funcionamiento del sistema y cuyas enfermedades (sociopolíticoadministrativas y legales;  económicas y de infraestructura;  y, ambientales) son advertidas luego de un análisis comparativo de datos (sociales, económicos y ambientales) pertenecientes al suministro de agua. 
Patología en gestión de un abastecimiento de agua para consumo humano se lo interpretará como el conjunto de fenómenos, inconsistencias y no conformidades – en un momento dado –  que afectan las condiciones que le dan sostenibilidad.
Tratamiento de un abastecimiento, conjunto de acciones e intervenciones recomendadas de forma sistemática para disminuir y hasta eliminar las enfermedades que afectan a los sistemas de agua. En el tratamiento se incluirá las medidas de salvamento y rescate prioritarias - inmediatas, mediatas y de largo plazo -." (Benavides M.H. 2009)
- Datos: Q5879100